# Les Plaideurs
Les Plaideurs (1668) est une comédie en trois actes et en vers (885 alexandrins) de Jean Racine.  Il s’est inspiré des Guêpes d’Aristophane mais en a retiré toute la portée politique. La pièce de Racine, qui suit Andromaque et précède Britannicus, est une farce inattendue dans son œuvre. Un juge sort de chez lui par la fenêtre, des chiots urinent sur la scène, deux jeunes amoureux se jouent du père de la jeune fille, le tout en alexandrins.
La pièce a été représentée à l’hôtel de Bourgogne en novembre 1668. Plus grand succès de Racine jusqu’au XIXe siècle, Les Plaideurs ont concurrencé les comédies les plus populaires de Molière avant de sombrer dans un demi-oubli au cours du XXe siècle. Malgré le succès de sa comédie, Racine revient très vite vers la tragédie, genre qu'il estime plus digne. Depuis, Les Plaideurs est sa seule comédie. 
Le vocabulaire utilisé dans l'œuvre est particulièrement juridique.

## Personnages
La scène est « dans une ville de Basse-Normandie ».
- DANDIN : juge.
- LÉANDRE : fils de Dandin.
- CHICANEAU : bourgeois.
- ISABELLE : fille de Chicaneau.
- LA COMTESSE.
- PETIT JEAN : portier.
- L'INTIMÉ : secrétaire.
- LE SOUFFLEUR.

## Résumé
- Acte I (8 scènes)
Dandin, juge à moitié fou, veut sans cesse juger des procès. Son fils Léandre, aidé de Petit Jean et de l’Intimé, parvient à l’empêcher de sortir de chez lui. Surviennent le bourgeois Chicaneau et la comtesse de Pimbesche, qui viennent voir Dandin pour des causes différentes. Les deux plaideurs finissent par se chamailler entre eux. Or Léandre cherche un moyen d’obtenir la main d’Isabelle, fille de Chicaneau.

- Acte II (14 scènes)
Sur une idée de Léandre, l’Intimé se déguise en huissier et va présenter un billet à Isabelle. Chicaneau s’interpose. Léandre, déguisé en commissaire, réussit à lui faire signer un papier qui, prétendument, règle cette affaire. Dandin, quant à lui, réclame toujours un procès à juger. Léandre lui propose de s’occuper du cas d’un chien qui a volé un chapon.

- Acte III (4 scènes)
Le procès du chien se tient chez Dandin. Petit Jean et l’Intimé, avocats improvisés, tiennent des discours incohérents. Enfin Léandre présente à son père le contrat qu’il a fait signer à Chicaneau. C’est une promesse de marier sa fille au jeune homme. Dandin donne son arrêt : le contrat est valide et le mariage aura lieu.